# Elias Stemeseder

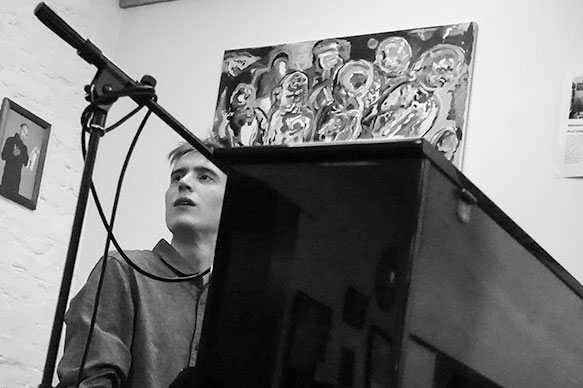
Elias Stemeseder, 2016

Elias Stemeseder (* 1. Oktober 1990 in Salzburg) ist ein österreichischer Pianist des Modern Jazz. Nach Ansicht von Rondo ist er eine große Entdeckung und beeindruckt durch sein reifes Spiel, das sich Jazz thing zufolge weder an die „Vorgaben des Jazz-Establishments“ noch an „die Regeln der Postmoderne“ hält. Seine Voicings erinnern an die von Ethan Iverson.

## Biografie
Stemeseder begann im Alter von neun Jahren klassisches Klavier zu lernen. Schon während seiner Schulzeit begann er fünfzehnjährig ein Studium an der Anton Bruckner Privatuniversität. Bis 2015 studierte er am Jazz-Institut Berlin, seitdem lebt er in New York. Neben seinem Hauptinstrument, dem Klavier, spielt er auch Synthesizer.
Stemeseder gehörte zu sehr unterschiedlichen musikalischen Formationen, u. a. Jim Black Trio (Reckon 2020), John Zorn's Bagatelles, Greg Cohen Quintet, Philipp Groppers Philm, Jim Blacks Malamute, Anna Webbers Percussive Mechanics, Philipp Harnisch Quartett, Robert Landfermann Quintet sowie Y-OTIS (ein Projekt des schwedischen Saxophonisten Otis Sandsjö). Solo-Konzerte führten ihn u. a. ans Nuoro Jazz Festival, Haus der Berliner Festspiele, 12points Festival Dublin und Südtirol Jazzfestival. Stemeseder ist Leiter eines Quartetts mit Eldar Tsalikov, Igor Spallati und Ugo Alunni. 2013 gründete er außerdem gemeinsam mit Nels Cline und Jim Black die Band Eyebone; 2018 spielte er zudem im Quartett von Joe McPhee (mit Ken Filiano, Raf Vertessen) und begleitete Erik Leuthäuser (Wünschen, MPS 2018), später bei Felix Henkelhausen (Misanthropic Tendencies, Blackbird Music, 2021) und Robert Landfermann (Rhenus, 2023). 2020 legte Stemeseder mit Max Andrzejewski und einem Kammersensemble das Album light/tied vor; 2022 folgte ein Soloalbum. Zu hören ist er u. a. auch af Anna Webbers Album Shimmer Wince (2023).

## Preise und Auszeichnungen
Als Pianist wurde Stemeseder mit dem Deutschen Jazzpreis 2023 ausgezeichnet.

## Diskographische Hinweise
- Jim Black: Somatic (Winter & Winter 2011; mit Thomas Morgan)
- Philipp Gropper’s Philm: The Madman of Naranam (WhyPlayJazz, 2014)
- Jim Black Trio: The Constant (Intakt Records 2016; mit Thomas Morgan)
- Elias Stemeseder & Max Andrzejewski: Light / Tied (Why Play Jazz 2022)
- Piano Solo (Intakt 2022)[5]
- Stemeseder Lillinger Antumbra (Plaist 2024)[6]
- Stemeseder Lillinger Quartet Feat. Peter Evans & Russell Hall: Umbra II (Intakt 2024)